# Пентаплатинатриалюминий
Пентаплатинатриалюминий — бинарное неорганическое соединение
платины и алюминия
с формулой Al3Pt5,
кристаллы.

## Получение
- Спекание стехиометрических количеств чистых веществ[1]:

{\displaystyle {\mathsf {3Al+5Pt\ {\xrightarrow {1270^{o}C}}\ Al_{3}Pt_{5}}}}

## Физические свойства
Пентаплатинатриалюминий образует кристаллы
ромбической сингонии,
пространственная группа P bam,
параметры ячейки a = 0,541 нм, b = 1,070 нм, c = 0,395 нм, Z = 2,
структура типа пентародийтригаллия Ga3Rh5
.
Соединение образуется по перитектической реакции при температуре 1465°C.
Имеет область гомогенности 61,5÷63 ат.% платины.